# Aloe vryheidensis
Aloe vryheidensis är en grästrädsväxtart som beskrevs av Groenew. Aloe vryheidensis ingår i släktet Aloe och familjen grästrädsväxter. Inga underarter finns listade i Catalogue of Life.